# Giusy Buscemi
Pour les articles homonymes, voir Buscemi (homonymie).
Giusy Buscemi, née le 13 avril 1993 à Mazara del Vallo sur l'île de Sicile, est une actrice italienne. Ancien mannequin, elle est élue successivement Miss Sicile, puis Miss Italie 2012 le 10 septembre 2012. Elle est la 73e Miss Italie.

## Filmographie

### Cinéma
- 2012 : Baci salati, dir. de Antonio Zeta
- 2013 : Nero infinito, dir. de Giorgio Bruno
- 2014 : Fratelli unici, dir. de Alessio Maria Federici
- 2017 : Smetto quando voglio - Masterclass, dir. de Sydney Sibilia

### Courts métrages
- 2015 : Les figures du silence, dir. de Anne-Camille Charliat
- 2015 : La scordatura, dir. de Anne-Camille Charliat

### Télévision
- 2014 : Un sacré détective, (saison 9)
- 2014 : La bella e la bestina, 2 episodes
- 2015 : Un passo dal cielo – 9 episodes
- 2015 : La dama velata – série télévisée, 3 episodi
- 2015 : Montalbano, les premières enquêtes – série télévisée
- 2015-2016 : Il paradiso delle signore – série télévisée, 20 episodes
- 2016 : Les Médicis : Maîtres de Florence – série télévisée
- 2017 : C'era una volta Studio Uno, dir. Riccardo Donna (it)
- 2022 : Doc ( Doc - Nelle tue mani ) - Lucia (VF : Lucie) Ferrari, psychologue (Depuis la saison 2)
- 2024- : Vanina : Meurtres en Sicile (it) - Giovanna "Vanina" Guarrasi

## Vie Privée
Le 13 mai 2017, après trois ans de fiançailles, elle épouse à Rome le réalisateur Jan Michelini fils d'Alberto Michelini (it), qu'elle a rencontré sur le tournage de Don Matteo. Sa première fille, Caterina Maria, est née le 11 février 2018. Son deuxième enfant, Pietro Maria, est né le 5 octobre 2019. Le 31 juillet 2022, naît Elia Maria, son troisième enfant. Elle se déclare catholique et dévouée à la Madone.